# Gold Diggers of 1937
Gold Diggers of 1937 ist eine US-amerikanische romantische Musik-Komödie aus dem Jahr 1936. Der Film wurde unter der Regie von Lloyd Bacon von Earl Baldwin, Hal B. Wallis und Jack L. Warner bei Warner Bros. produziert. Die US-Premiere fand am 28. Dezember 1936 statt. In Österreich wurde der Film am 9. Juli 1937 als Golddiggers 1937 erstmals aufgeführt.

## Handlung
Der alternde und hypochondrische Showproduzent J.J. Hobart plant eine neue Bühnenshow. Allerdings haben seine Partner Morty Wethered und Tom Hugo hinter seinem Rücken alle Rücklagen für die Show bei Börsenspekulationen verloren. Mit Hilfe des ehemaligen Showgirls Genevieve Larkin planen sie eine Lebensversicherung über eine Million Dollar auf J.J. abzuschließen. Über eine ehemalige Kollegin Genevieves, Norma Perry, die mittlerweile als Sekretärin bei einer Versicherung arbeitet, überzeugen sie den Versicherungsvertreter Rosmer Peck, die Police abzuschließen. Während Morty und Tom hoffen, dass sich J.J.s Gesundheitszustand verschlechtert, so dass er stirbt, und sie die Versicherungssumme kassieren können, hoffen Rosmer und sein Vorgesetzter Andy Callahan, die inzwischen das zuvor verschleierte Alter von J.J. herausgefunden haben, das Gegenteil, um den lukrativen Vertrag nicht platzen zu lassen. Entgegen den Befürchtungen besteht J.J. die ärztliche Untersuchung mit Bravour und erfreut sich sogar täglich besserer Gesundheit. Die Planungen und Vorbereitungen für die Show gehen weiter, ohne dass J.J. ahnt, dass er eigentlich bankrott ist. Seine Partner versuchen erfolglos, für ein früheres Ableben J.J.s zu sorgen. Genevieve kommt hierbei J.J. näher und verliebt sich in ihn. Als Rosmer den Plan von J.J.s Partnern aufdeckt, überzeugt er seinen Vorgesetzten, die Finanzierung der Show zu übernehmen, um einen Zusammenbruch und Tod J.J.s zu verhindern, wenn dieser herausfände, dass er die Bühnenshow gar nicht mehr realisieren kann. Die Show findet statt und wird ein großer Erfolg. Genevieve und J.J. heiraten, ebenso Norma und Rosmer.

## Hintergrund
Gold Diggers of 1937 ist ein weiterer Film aus der 1923 mit dem Film The Gold Diggers begründeten Gold-Diggers-Reihe. Die Hintergrundstory des Filmes basiert auf dem Broadwaystück Mystery of Life von Richard Maibaum, Michael Wallach and George Haight. Er wurde in Schwarzweiß gedreht.

## Rezeption
“Where some of the Gold Digger annuals from Warner have not been overburdened with heavy story material, the current musical opus gets moving with the advantage of a trim backstage yarn taken from Mystery of Life, the Broadway play by Richard Maibaum, Michael Wallach and George Haight.”

„Wo einige der Gold Digger Filme von Warner nicht mit einer tiefgehenden Story überfrachtet wurden, erhält dieser Musicalfilm seinen Schwung durch den Vorteil einer straffen Hintergrundgeschichte, die aus dem Broadway-Musical Mystery of Life von Richard Maibaum, Michael Wallach and George Haight übernommen wurde.“

“Once again entertainment is used to get people's minds off hard times with comic ways of getting money, music, and dance that includes lots of pretty women.”

„Wieder einmal dient Unterhaltung dazu, die Leute von harten Zeiten abzulenken mit lustigen Wegen zu Geld zu kommen, Musik und Tanz sowie vielen gutaussehenden Frauen.“

## Auszeichnungen
Busby Berkeley wurde 1937 für Gold Diggers of 1937 für einen Oscar in der Kategorie Beste Tanzregie nominiert.